# Parafia Zwiastowania Najświętszej Maryi Panny w Witkowie
Parafia Zwiastowania Najświętszej Maryi Panny – znajduje się w dekanacie Kamienna Góra Wschód w diecezji legnickiej. Obsługiwana jest przez księży diecezjalnych. Erygowana w 1376 r.

## Proboszczowie od 1915 r.[3]
- 1. ks. Alfons Kotzur 1915 - 1945

- 2. ks. Antoni Jończyk 1945 - 1947

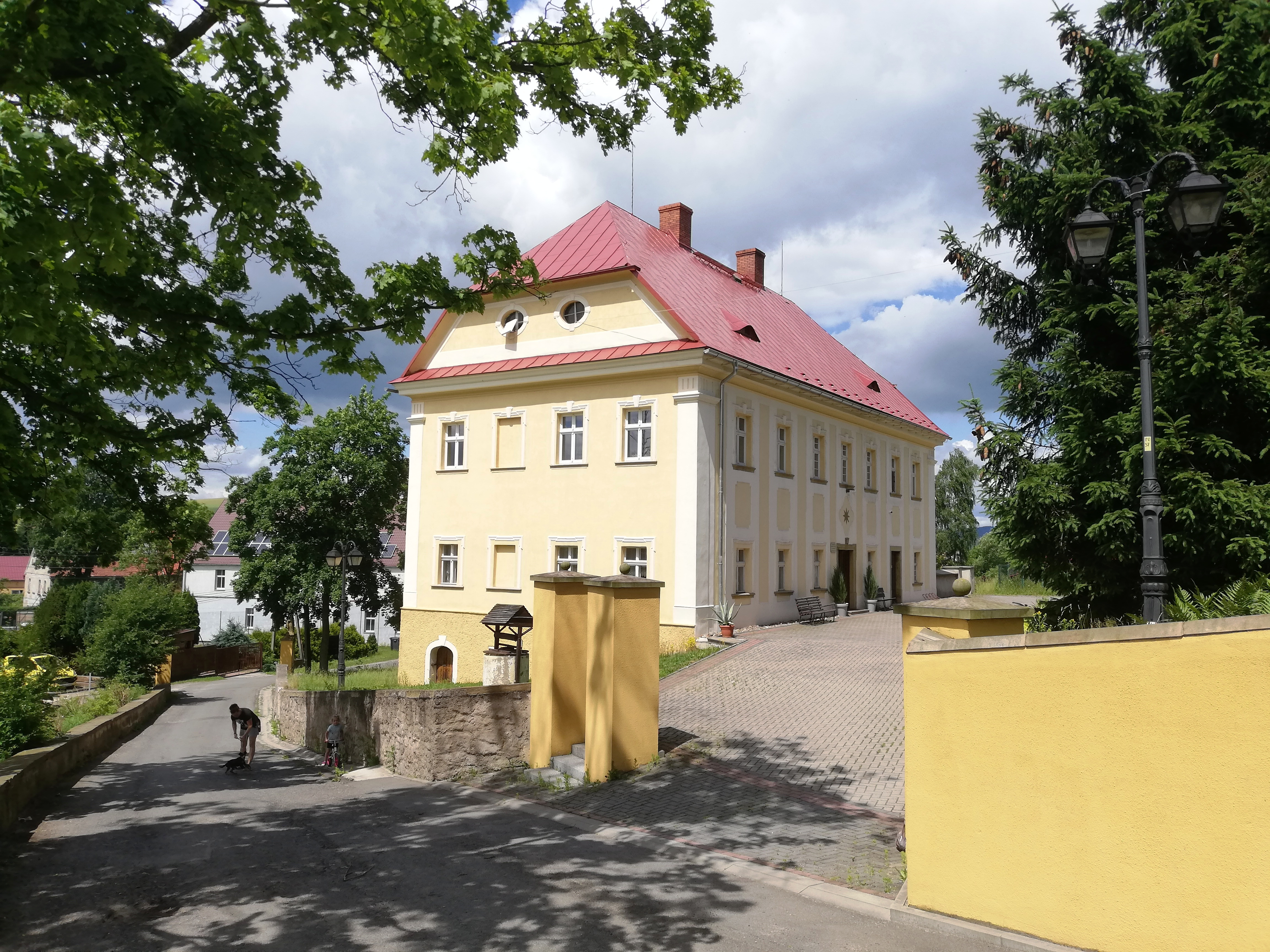
Plebania

- 3. ks. Władysław Kot 1947 - 1957

- 4. ks. Kazimierz Olszewski 1957 - 1959

- 5. ks. Władysław Kocyłowski 1959

- 6. ks. Albin Jończyk 1959 - 1963

- 7. ks. Franciszek Wołyniak 1963 - 1974

- 8. ks. Jan Onufrów 1974 - 1981

- 9. ks. Walerian Wojarski 1981 - 1994

- 10. ks. Hieronim Hiczkiewicz 1994 - 1999

- 11. ks. Marek Mikicionek 1999 - 2008

- 12. ks. Janusz Ospa 2008 - 2018

- 13. ks. Piotr Sałaga 2018 -

## Powołania po 1945 r.
- ks. Piotr Kot - były rektor Wyższego Seminarium Duchownego w Legnicy

## Obiekty sakralne na terenie parafii
- kaplica św. Anny z 1900 r.